# 巴巴角
39°28′47″N 26°03′50″E / 39.4796904°N 26.0639691°E
巴巴角（英語：Cape Baba）位於安那托利亞的最西端，同是也是全亞洲大陸的最西端，是欧、亚之間的分隔處之一，中間為達達尼爾海峽。巴巴角位于Babakale村，其上有一座灯塔，名为“Lekton”。